# Circuit féminin de l'ITF 2020
Le circuit féminin de l'ITF 2020 est la saison 2020 du circuit de tennis féminin organisé par l'ITF. Il représente l'échelon inférieur du circuit professionnel derrière le WTA Tour. Les tournois qui le composent sont dotés de 15 000 à 100 000 $ et incluent ou non l'hébergement.

## Résultats
| Catégorie | Dotation                  | Points WTA |
| --------- | ------------------------- | ---------- |
| W100      | 100 000 $ ou 100 000 $ +H | 140 / 150  |
| W80       | 80 000 $ ou 80 000 $ +H   | 115 / 130  |
| W60       | 60 000 $ ou 60 000 $ +H   | 80 / 100   |
| W25       | 25 000 $ ou 25 000 $ +H   | 50 / 60    |
| W15       | 15 000 $ ou 15 000 $ +H   | 12 / 25    |

Source: (en) Site officiel de l'ITF Women's World Tour 2020

### Janvier
| Date        | Nom et lieu du tournoi                                      | Surface      | Dotation | Vainqueure           | Finaliste            | Score         |
| ----------- | ----------------------------------------------------------- | ------------ | -------- | -------------------- | -------------------- | ------------- |
| 30 décembre | Prudential W25 Hong Kong 1, Hong Kong                       | Dur          | 25 000 $ | Zarina Diyas         | Zhu Lin              | 6-4, 7-5      |
| 6 janvier   | Prudential W25 Hong Kong 2, Hong Kong                       | Dur          | 25 000 $ | Anastasiya Komardina | Xun Fangying         | 3-6, 6-4, 6-2 |
| 6 janvier   | Apis Canberra International, Canberra Bendigo               | Dur          | 25 000 $ | Magdalena Fręch      | Patricia Maria Țig   | Forfait       |
| 13 janvier  | W25 Daytona Beach, Daytona Beach                            | Terre battue | 25 000 $ | Marie Benoît         | Andrea Lázaro García | 6-4, 6-0      |
| 13 janvier  | Oracle Pro Series Malibu, Malibu                            | Dur          | 25 000 $ | Nadia Podoroska      | Claire Liu           | 4-6, 6-3, 6-3 |
| 20 janvier  | Tatarstan Winter Cup, Kazan                                 | Dur (int.)   | 25 000 $ | Anastasia Zakharova  | Dejana Radanović     | 6-3, 6-2      |
| 20 janvier  | Tournoi international féminin de la Guadeloupe, Petit-Bourg | Dur          | 25 000 $ | Nadia Podoroska      | Harmony Tan          | 7-5, 7-5      |
| 20 janvier  | Vero Beach International Open, Vero Beach                   | Terre battue | 25 000 $ | Daniela Seguel       | Tereza Mrdeža        | 7-5, 6-4      |
| 27 janvier  | Caterpillar Burnie International, Burnie                    | Dur          | 60 000 $ | Maddison Inglis      | Sachia Vickery       | 2-6, 6-3, 7-5 |
| 27 janvier  | Open Engie Andrézieux-Bouthéon 42, Andrézieux-Bouthéon      | Dur (int.)   | 60 000 $ | Ysaline Bonaventure  | Arantxa Rus          | 6-4, 7-63     |
| 27 janvier  | Thailand Open W25 Nonthaburi 1, Nonthaburi                  | Dur          | 25 000 $ | Ankita Raina         | Chloé Paquet         | 6-3, 7-5      |

### Février
| Date       | Nom et lieu du tournoi                                | Surface            | Dotation  | Vainqueure          | Finaliste          | Score          |
| ---------- | ----------------------------------------------------- | ------------------ | --------- | ------------------- | ------------------ | -------------- |
| 3 février  | Dow Tennis Classic, Midland                           | Dur (int.)         | 100 000 $ | Shelby Rogers       | Anhelina Kalinina  | Forfait        |
| 3 février  | Launceston International, Launceston                  | Dur                | 25 000 $  | Asia Muhammad       | Destanee Aiava     | 6-4, 6-3       |
| 3 février  | Thailand Open W25 Nonthaburi 2, Nonthaburi            | Dur                | 25 000 $  | Irina Fetecău       | Patricia Maria Țig | 6-3, ab.       |
| 3 février  | Empire Women's Indoor Open 1, Trnava                  | Dur (int.)         | 25 000 $  | Sofya Lansere       | Lina Gjorcheska    | 6-2, 6-3       |
| 10 février | Zed Tennis Open 1, Le Caire                           | Dur                | 100 000 $ | Irina-Camelia Begu  | Lesia Tsurenko     | 6-4, 3-6, 6-2  |
| 10 février | Kentucky Open, Nicholasville                          | Dur (int.)         | 100 000 $ | Olga Govortsova     | Claire Liu         | 6-4, 6-4       |
| 10 février | Engie Open de l'Isère, Grenoble                       | Dur (int.)         | 25 000 $  | Clara Burel         | Eléonora Molinaro  | 5-7, 7-5, 6-2  |
| 10 février | Empire Women's Indoor Open 2, Trnava                  | Dur (int.)         | 25 000 $  | Jaqueline Cristian  | Sofya Lansere      | 6-1, 4-2 ab.   |
| 17 février | Zed Tennis Open 2, Le Caire                           | Dur                | 60 000 $  | Marta Kostyuk       | Aliona Bolsova     | 6-1, 6-0       |
| 17 février | Shimadzu All Japan Indoor Tennis Championships, Kyoto | Dur (int.)         | 60 000 $  | Xun Fangying        | Indy de Vroome     | 3-6, 6-3, 7-66 |
| 17 février | Perth Tennis International 1, Perth                   | Dur                | 25 000 $  | Maddison Inglis     | Destanee Aiava     | 6-4, 7-64      |
| 17 février | Jodhpur Open, Jodhpur                                 | Dur                | 25 000 $  | Ankita Raina        | Berfu Cengiz       | 7-5, 6-1       |
| 17 février | Scottish Championships, Glasgow                       | Dur (int.)         | 25 000 $  | Clara Tauson        | Viktoriya Tomova   | 6-4, 6-0       |
| 24 février | Perth Tennis International 2, Perth                   | Dur                | 25 000 $  | Shiho Akita         | Irina Ramialison   | 6-3, 6-3       |
| 24 février | Engie Open de Mâcon, Mâcon                            | Dur (int.)         | 25 000 $  | Océane Dodin        | Jessika Ponchet    | 3-6, 6-1, 6-3  |
| 24 février | AK Ladies Open, Altenkirchen                          | Synthétique (int.) | 25 000 $  | Eva Lys             | Bibiane Schoofs    | 6-2, 6-4       |
| 24 février | GB Pro-Series Sunderland Open, Sunderland             | Dur (int.)         | 25 000 $  | Viktoriya Tomova    | Emma Raducanu      | 4-6, 6-4, 6-3  |
| 24 février | Winter Moscow Open, Moscou                            | Dur (int.)         | 25 000 $  | Ekaterina Kazionova | Kamilla Rakhimova  | 6-4, 1-6, 7-65 |
| 24 février | Shoebacca Women's Open, Rancho Santa Fe               | Dur                | 25 000 $  | You Xiaodi          | Rebecca Šramková   | 6-4, 7-65      |

### Mars
En raison de la pandémie de Covid-19, l'ITF décide de suspendre toutes les compétitions officielles à partir du 12 mars jusqu'au 20 avril.
| Date    | Nom et lieu du tournoi                               | Surface      | Dotation    | Vainqueure             | Finaliste          | Score              |
| ------- | ---------------------------------------------------- | ------------ | ----------- | ---------------------- | ------------------ | ------------------ |
| 2 mars  | Mildura Grand Tennis International, Mildura          | Gazon        | 25 000 $    | Marianna Zakarlyuk     | Misaki Matsuda     | 7-62, 6-1          |
| 2 mars  | Keio Challenger Women's Tournamant, Yokohama         | Dur          | 25 000 $    | Yuriko Lily Miyazaki   | Mai Hontama        | 7-5, 5-7, 6-2      |
| 2 mars  | The Ilana Kloss International 1, Potchefstroom       | Dur          | 25 000 $    | Samantha Murray Sharan | Marina Melnikova   | 2-6, 6-2, 6-4      |
| 2 mars  | MTA Open, Antalya                                    | Terre battue | 25 000 $    | Mayar Sherif           | Dalma Gálfi        | 6-4, 6-3           |
| 2 mars  | Oracle Pro Series Las Vegas, Las Vegas               | Dur          | 25 000 $    | Robin Montgomery       | You Xiaodi         | 2-6, 6-3, 6-4      |
| 9 mars  | Guanajuato Open, Irapuato                            | Dur          | 25 000 $ +H | Tournoi interrompu     | Tournoi interrompu | Tournoi interrompu |
| 9 mars  | Zed Tennis Open 3, Le Caire                          | Dur          | 25 000 $    | Tournoi interrompu     | Tournoi interrompu | Tournoi interrompu |
| 9 mars  | The Ilana Kloss International 2, Potchefstroom       | Dur          | 25 000 $    | Tournoi interrompu     | Tournoi interrompu | Tournoi interrompu |
| 9 mars  | Torneio Internacional Feminino, Olímpia              | Terre battue | 25 000 $    | Tournoi interrompu     | Tournoi interrompu | Tournoi interrompu |
| 16 mars | ACT Clay Court International 1, Canberra             | Terre battue | 60 000 $    | Annulé                 | Annulé             | Annulé             |
| 16 mars | Graystone ITF Challenger by Volvo, Fredericton       | Dur (int.)   | 25 000 $    | Annulé                 | Annulé             | Annulé             |
| 16 mars | Circuito Internacional Feminino, São Paulo           | Terre battue | 25 000 $    | Annulé                 | Annulé             | Annulé             |
| 23 mars | ACT Clay Court International 2, Canberra             | Terre battue | 60 000 $    | Annulé                 | Annulé             | Annulé             |
| 23 mars | Kiryat Motzkin Open, Kiryat-Motzkin                  | Dur          | 25 000 $    | Annulé                 | Annulé             | Annulé             |
| 23 mars | Santa Margherita di Pula 1, Santa Margherita di Pula | Terre battue | 25 000 $    | Annulé                 | Annulé             | Annulé             |
| 23 mars | Circuito Internacional Feminino, Curitiba            | Terre battue | 25 000 $    | Annulé                 | Annulé             | Annulé             |
| 23 mars | Oracle Pro Series Orlando, Orlando                   | Dur          | 25 000 $    | Annulé                 | Annulé             | Annulé             |
| 30 mars | Oracle Pro Series Naples, Naples                     | Terre battue | 80 000 $    | Annulé                 | Annulé             | Annulé             |
| 30 mars | Engie Open de Seine-et-Marne, Croissy-Beaubourg      | Dur (int.)   | 60 000 $    | Annulé                 | Annulé             | Annulé             |
| 30 mars | GB Pro-Series Shrewsbury, Shrewsbury                 | Dur (int.)   | 60 000 $    | Annulé                 | Annulé             | Annulé             |
| 30 mars | Marjorie Sherman Women's Tournament, Jérusalem       | Dur          | 25 000 $    | Annulé                 | Annulé             | Annulé             |
| 30 mars | Santa Margherita di Pula 2, Santa Margherita di Pula | Terre battue | 25 000 $    | Annulé                 | Annulé             | Annulé             |

### Suspension du circuit
Le 18 mars, la WTA Tour et l'ATP et l'ITF prolongent la suspension de toutes les compétitions jusqu'au 7 juin, puis jusqu'au 13 juillet et finalement jusqu'au 16 août.

### Août
| Date    | Nom et lieu du tournoi                                                    | Surface      | Dotation | Vainqueure          | Finaliste                | Score         |
| ------- | ------------------------------------------------------------------------- | ------------ | -------- | ------------------- | ------------------------ | ------------- |
| 17 août | Oeiras Magnesium K-Active Cup, Oeiras                                     | Terre battue | 15 000 $ | Clara Tauson        | María Gutiérrez Carrasco | 6-3, 6-2      |
| 24 août | Acqua Dolomia Serena Wines Tennis Cup - Internazionali del FVG, Cordenons | Terre battue | 15 000 $ | Zheng Qinwen        | Mira Antonitsch          | 6-1, 6-0      |
| 24 août | ITF World Tennis Tour W15 Alkmaar, Alkmaar                                | Terre battue | 15 000 $ | Cindy Burger        | Noma Noha Akugue         | 6-1, 6-4      |
| 31 août | Marbella Intecracy ITF Cup, Marbella                                      | Terre battue | 25 000 $ | Zheng Qinwen        | Alina Charaeva           | 4-6, 6-4, 6-4 |
| 31 août | Montemor Ladies Open, Montemor-o-Novo                                     | Dur          | 25 000 $ | Beatriz Haddad Maia | Jodie Anna Burrage       | 6-1, 6-4      |

### Septembre
| Date         | Nom et lieu du tournoi                                     | Surface      | Dotation    | Vainqueure            | Finaliste             | Score           |
| ------------ | ---------------------------------------------------------- | ------------ | ----------- | --------------------- | --------------------- | --------------- |
| 7 septembre  | Open 35 de Saint-Malo, Saint-Malo                          | Terre battue | 60 000 $ +H | Nadia Podoroska       | Cristina Bucșa        | 4-6, 7-5, 6-2   |
| 7 septembre  | Kuchyne Gorenje Prague Open, Prague                        | Terre battue | 25 000 $    | Jana Čepelová         | Renata Zarazúa        | 6-4, 7-64       |
| 7 septembre  | Sesta Città di Tarvisio Tennis Cup, Tarvisio               | Terre battue | 25 000 $    | Federica Di Sarra     | Maryna Zanevska       | 3-6, 6-3, 6-4   |
| 7 septembre  | Figueira da Foz International Ladies Open, Figueira da Foz | Dur          | 25 000 $ +H | Georgina García Pérez | Beatriz Haddad Maia   | 610-7, 7-5, 6-4 |
| 14 septembre | Open de Cagnes-sur-Mer Alpes-Maritimes, Cagnes-sur-Mer     | Terre battue | 80 000 $    | Sara Sorribes Tormo   | Irina Maria Bara      | 6-3, 6-4        |
| 14 septembre | Zagreb Ladies Open, Zagreb                                 | Terre battue | 25 000 $    | Ana Konjuh            | Tereza Mrdeža         | 6-4, 6-2        |
| 14 septembre | 23° Città di Grado Tennis Cup, Grado                       | Terre battue | 25 000 $    | Sina Herrmann         | Lara Salden           | 6-4, 7-5        |
| 14 septembre | Frýdek Místek Open Cup, Frýdek-Místek                      | Terre battue | 25 000 $    | Zheng Qinwen          | Gabriela Talabă       | 3-6, 6-4, 6-0   |
| 21 septembre | Zubr Cup Přerov, Přerov                                    | Terre battue | 25 000 $    | Grace Min             | Georgina García Pérez | 6-3, 0-6, 7-5   |
| 28 septembre | Porto Open, Porto                                          | Dur          | 25 000 $    | Georgina García Pérez | Francisca Jorge       | 1-6, 6-4, 6-3   |

### Octobre
| Date       | Nom et lieu du tournoi                             | Surface    | Dotation | Vainqueure       | Finaliste          | Score              |
| ---------- | -------------------------------------------------- | ---------- | -------- | ---------------- | ------------------ | ------------------ |
| 12 octobre | Open féminin 50, Cherbourg-en-Cotentin             | Dur (int.) | 25 000 $ | Kaia Kanepi      | Harriet Dart       | 6-4, 6-4           |
| 19 octobre | Mercer Tennis Classic, Macon                       | Dur        | 80 000 $ | Catherine Bellis | Marta Kostyuk      | 6-4, 64-7, 0-0 ab. |
| 19 octobre | Internationaux de tennis de Reims-Champagne, Reims | Dur (int.) | 25 000 $ | Océane Dodin     | Liudmila Samsonova | 6-4, 6-2           |
| 26 octobre | Bellatorum Resources Pro Classic, Tyler            | Dur        | 80 000 $ | Ann Li           | Marta Kostyuk      | 7-5, 1-6, 6-3      |
| 26 octobre | Ted - Republican Girls Open, Istanbul              | Dur (int.) | 25 000 $ | Kaia Kanepi      | Vera Zvonareva     | 6-3, 6-3           |

### Novembre
| Date        | Nom et lieu du tournoi                    | Surface      | Dotation  | Vainqueure   | Finaliste        | Score         |
| ----------- | ----------------------------------------- | ------------ | --------- | ------------ | ---------------- | ------------- |
| 2 novembre  | LTP Pro Tennis, Charleston                | Terre battue | 100 000 $ | Mayar Sherif | Katarzyna Kawa   | 6-2, 6-3      |
| 9 novembre  | W25 Orlando Pro, Orlando                  | Dur          | 25 000 $  | Alycia Parks | Robin Montgomery | 3-6, 6-4, 6-2 |
| 16 novembre | Open Gran Canaria Nosolotenis, Las Palmas | Terre battue | 25 000 $  | Kaia Kanepi  | Mayar Sherif     | 6-3, 6-2      |

### Décembre
| Date        | Nom et lieu du tournoi                             | Surface    | Dotation     | Vainqueure     | Finaliste          | Score          |
| ----------- | -------------------------------------------------- | ---------- | ------------ | -------------- | ------------------ | -------------- |
| 7 décembre  | 23e Al-Habtoor Tennis Challenge, Dubaï             | Dur        | 100 000 $ +H | Sorana Cîrstea | Kateřina Siniaková | 4-6, 6-3, 6-3  |
| 14 décembre | Open Val Gardena Südtirol Raiffesen, Sëlva Gardena | Dur (int.) | 25 000 $     | Zheng Qinwen   | Lea Bošković       | 60-7, 6-0, 6-3 |